# Henri de Braekeleer
Pour les articles homonymes, voir de Braekeleer.
Henri de Braekeleer, né à Anvers le 11 juin 1840 et mort dans la même ville le 20 juillet 1888, est un peintre intimiste belge.
Son champ pictural, rappelle les peintures de genre des maîtres flamands du siècle d'or néerlandais, tels Pieter de Hooch et Johannes Vermeer. Durant les années 1880, sa technique évolue, se rapprochant de l'impressionnisme.
Appartenant à une famille d'artistes peintres, il est celui dont la renommée est la plus fameuse. Ses œuvres sont conservées aux Musées royaux des beaux-arts de Belgique, à Bruxelles, au Musée royal des beaux-arts d'Anvers et au Victoria and Albert Museum à Londres.

## Biographie

### Une famille d'artistes
Il fait partie d'une famille de peintres flamands qui compte de nombreux membres ce qui peut parfois provoquer des confusions dans les attributions. Il est en effet le fils de Ferdinand de Braekeleer (dit l'ancien), le frère de Ferdinand de Braekeleer (le Jeune) (1828-1857), le cousin d'Adrien de Braekeleer (1818-1904) et le neveu de Henri Leys. Il est considéré comme l'artiste le plus marquant de la famille.

### Formation et expositions
Henri (Henri Jean Augustin) de Braekeleer est né à Anvers le 11 juin 1840, quatrième fils et huitième enfant de Ferdinand de Braekeleer et de Marie-Thérèse Leys. Formé par son père, Ferdinand de Braekeleer (dit l'ancien) et par son oncle Henri Leys, Henri de Braekeleer entre en 1854 à l'Académie royale des beaux-arts d'Anvers où il étudie jusqu'en 1861. Il expose cependant au Salon d'Anvers dès 1858 plusieurs toiles : Le Moissonneur et La Blanchisseuse. Il voyage ensuite en Allemagne en 1862 puis aux Pays-Bas en 1863 et y approfondit sa connaissance de la peinture des XVIe et XVIIe siècles.
Après la mort de son oncle en 1869, il commence à trouver sa propre voie et les années suivantes furent les plus productives de sa carrière. En 1869, il signe un contrat avec le marchand d'art belge Gustave Coûteaux : leur association dure jusqu'en 1876, année marquée aussi par la mort de son oncle Henri Leys. C'est la période la plus productive de sa vie d'artiste : il atteint alors la notoriété et reçoit une médaille d'or au Salon de Bruxelles de 1872 pour Le Géographe et pour La Leçon. Il est une nouvelle fois récompensé par une médaille d'or à l'Exposition internationale de Vienne en 1873 pour L'Atelier du peintre et pour La Célébration de l'anniversaire de Grand-mère (les deux tableaux sont aujourd'hui au Musée des beaux-arts de Bruxelles). Ses réalisations minutieuses et son goût pour les reconstitutions du passé à la manière des anciens maîtres flamands correspondent assez bien à l’École belge de peinture.
Il cesse de peindre en raison d'une maladie mentale entre 1879 et 1881, se tournant ensuite vers une manière presque impressionniste, particulièrement admirée par Van Gogh.

### Avènement de l'impressionnisme
Puis, « c'est l'époque où il crée ses plus beaux chefs-d'œuvre qui annoncent l'avènement de l'impressionnisme. » : il utilise des coups de pinceau plus courts et plus visibles, comme dans Le Repas (De maaltijd, 1885, Musée d'Anvers) - La Maison hydraulique (vers 1886, Musée de Bruxelles) - La Partie de cartes (1887).
Durant les dernières années de sa vie, sa condition matérielle précaire le contraint à accepter un travail d'ouvrier rémunéré 20 francs par jour, à l'Hôtel des Brasseurs à Anvers, afin d'assurer sa subsistance. 
Il mourut peu après dans la misère, célibataire, en son domicile, no 97 boulevard Léopold, à Anvers, le 20 juillet 1888, à l'âge de 48 ans.

### Distinction
- Chevalier de l'ordre de Léopold (15 janvier 1883)[7].

## Œuvre
L'influence de Pieter de Hooch et de Vermeer apparaît nettement dans ses tableaux qui représentent souvent un personnage seul absorbé par une tâche paisible dans un intérieur éclairé par une fenêtre comme dans L'Homme à la chaise (De man in de stoel, 1876, Musée d'Anvers) ou dans L'Homme à la fenêtre (c. 1874-1876, Musée de Bruxelles).
Vincent van Gogh mentionne plusieurs fois Henri de Braekeleer dans des lettres à son frère Théo, le citant comme un artiste qu'il aimait et dont la maladie mentale le rendait proche de lui. 

Le Potager de la cuisine flamande (1864).
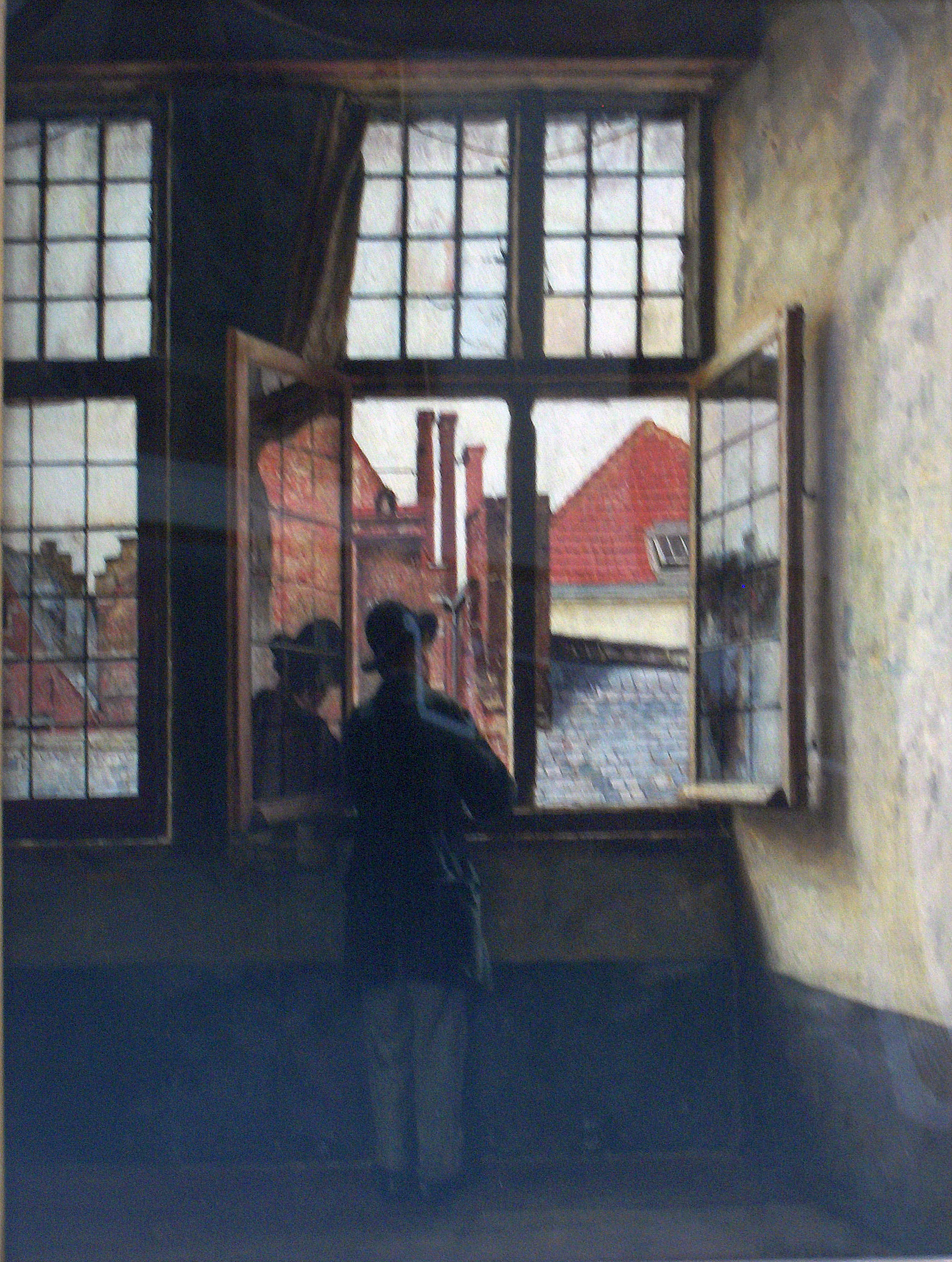
L'Homme à la fenêtre (1874-1876).
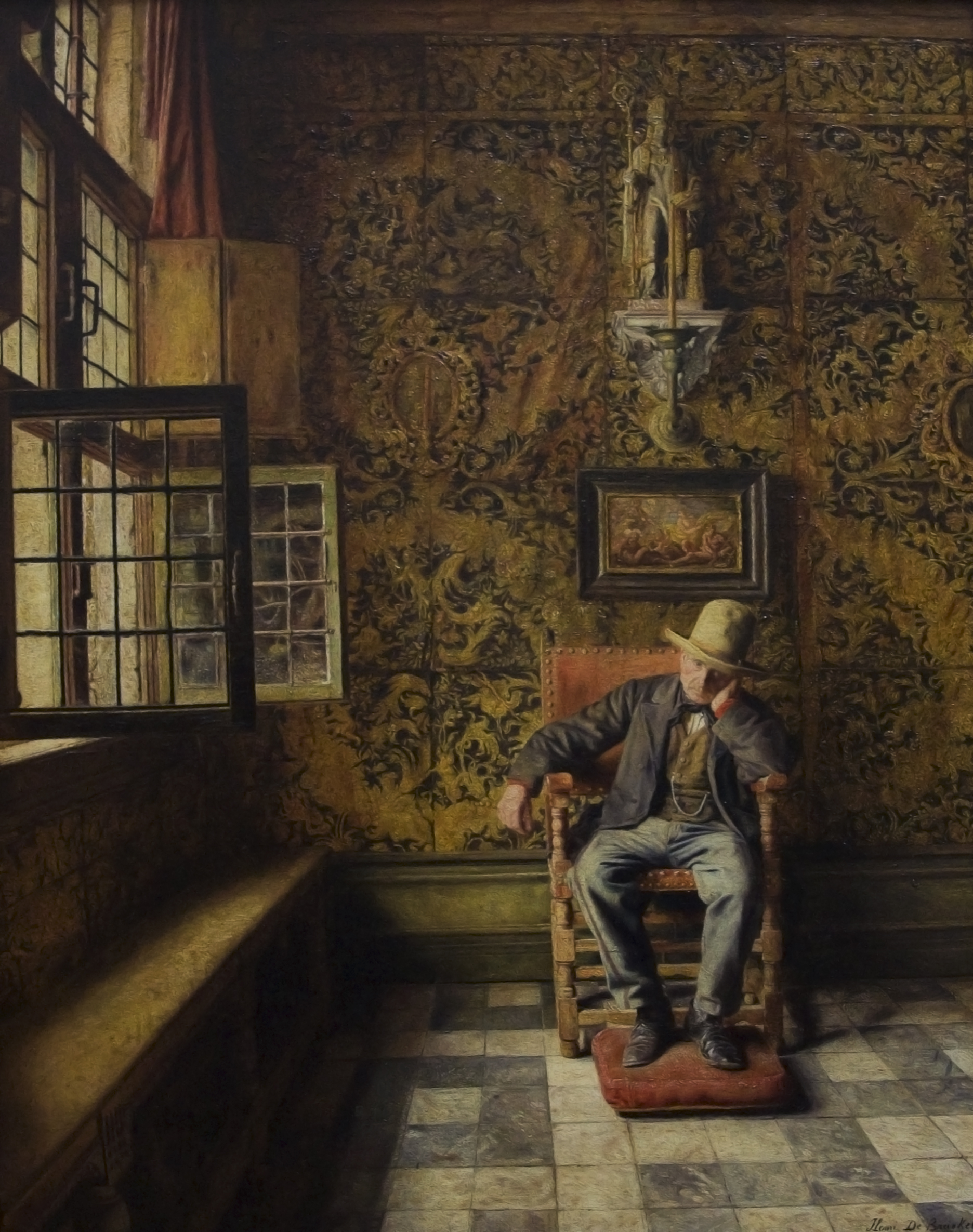
L'Homme à la chaise (1876).
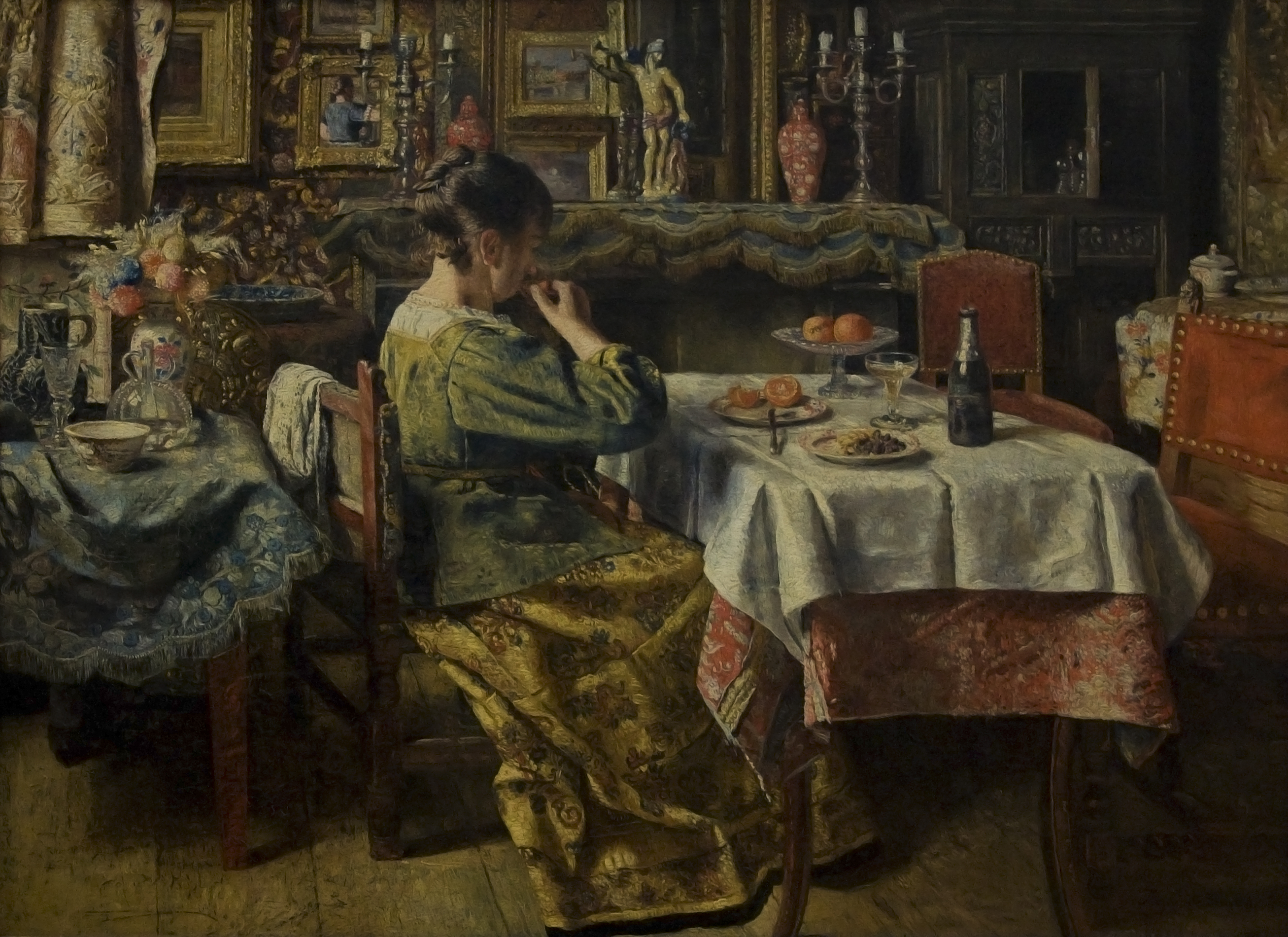
Le Repas (De maaltijd) (1885).
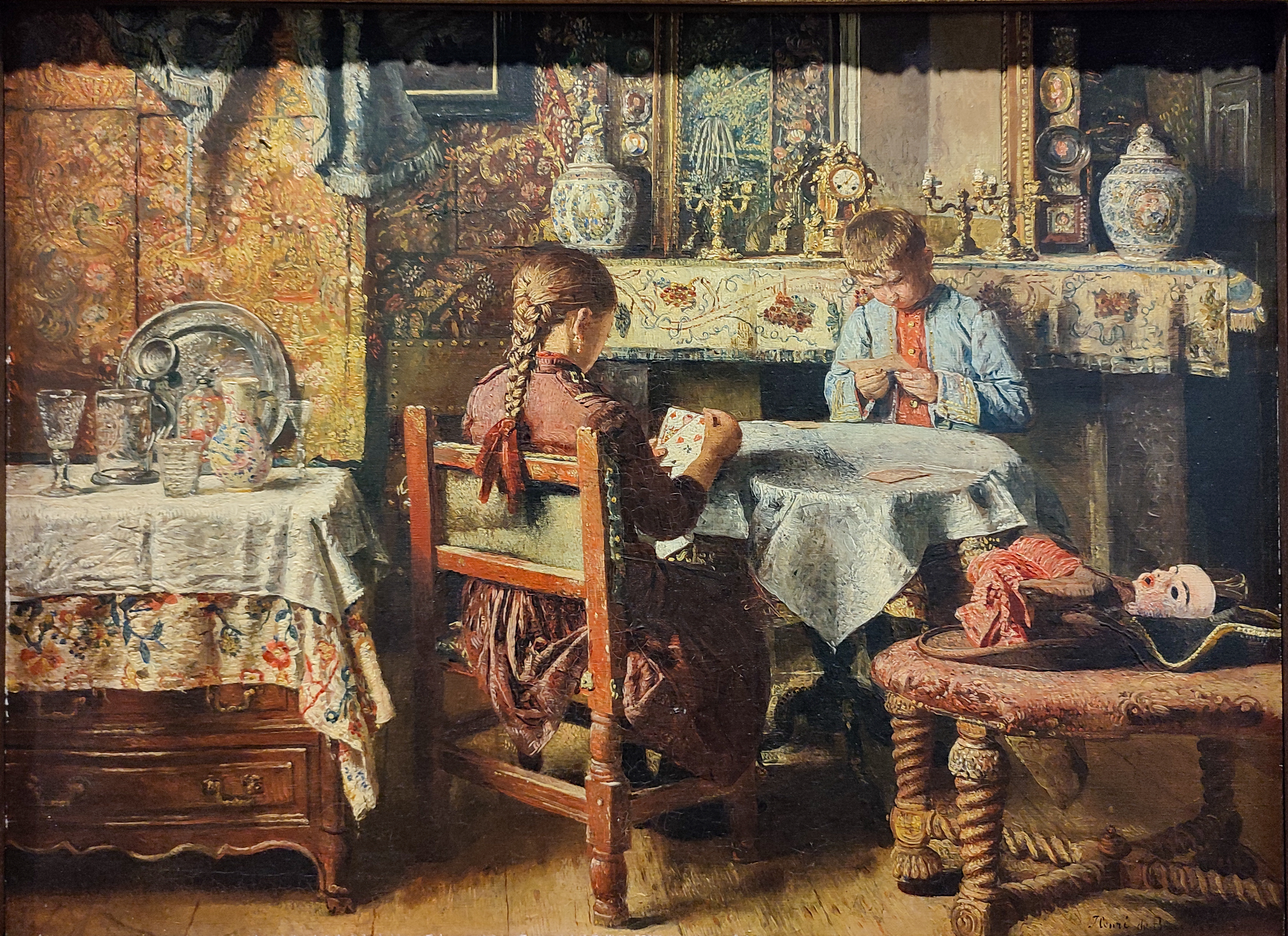
La Partie de cartes (1887).
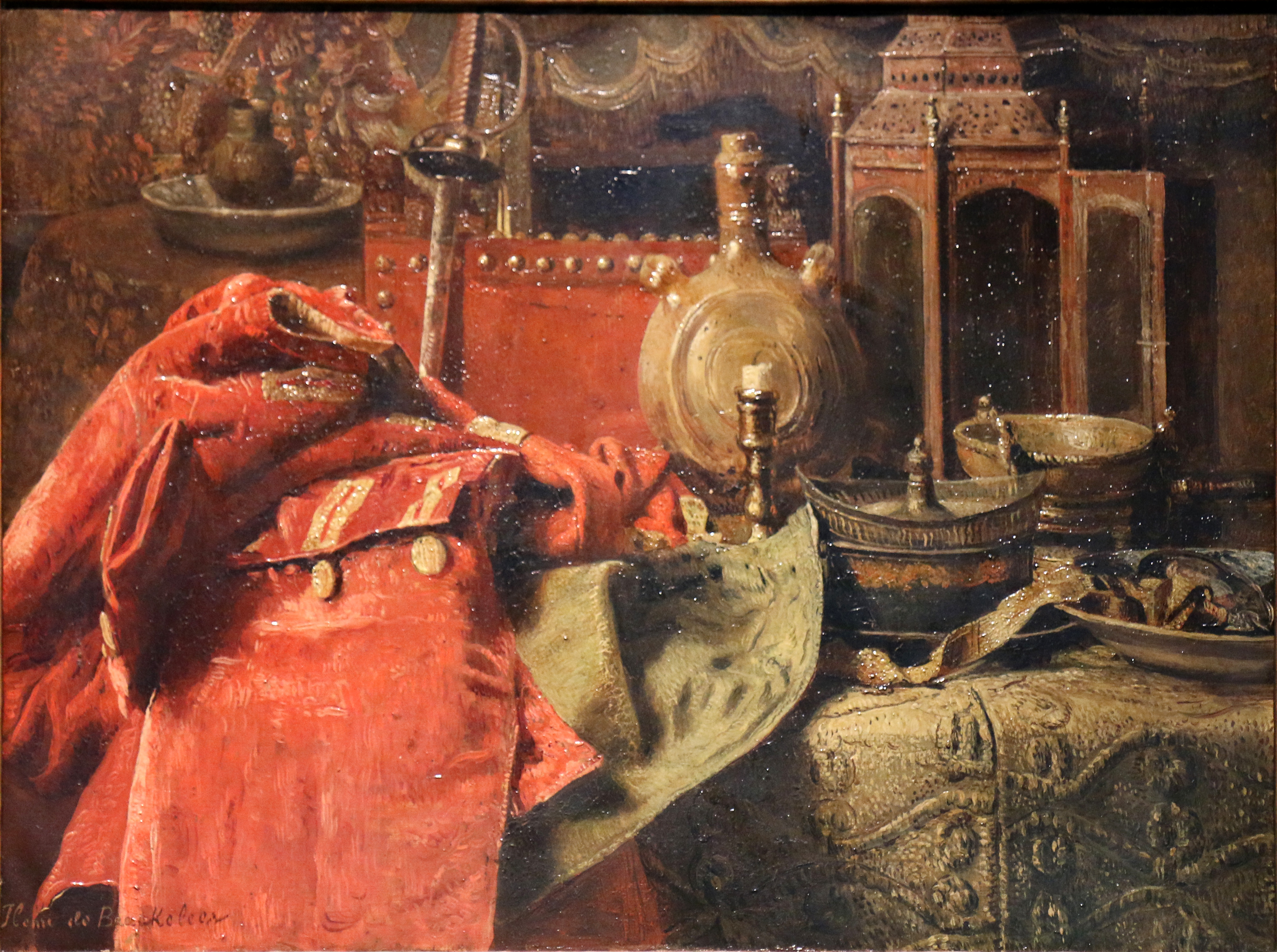
L'Habit rouge.

## Postérité
Dès 1889, le grand dictionnaire Larousse lui consacre une notice :

« Henri De Braekeleer a peint surtout des intérieurs, où les meubles et les accessoires ont plus d'importance que les personnages, donnant à la formule archaïque de Leys, une application nouvelle et originale. Cet artiste ne brillait ni par l'imagination, ni par l'entente de la composition, mais il avait le coloris riche et vibrant de la vieille école flamande, et une merveilleuse science du clair-obscur. »

En 1904, le critique d'art allemand Richard Muther écrit dans La peinture belge au XIXe siècle :

« Henri De Braekeleer devint un artiste de haut goût. Aujourd'hui encore, il y a à Bruxelles, comme à Anvers, où il vécut, des quartiers entiers qui semblent des survivances attardées du passé, des quartiers où il n'y a pas de palais et de casernes de rapport, mais d'étroites maisons à pignon, avec de raides escaliers et des chambres exiguës, pleines de pénombre. Henri De Braekeleer se transplanta dans ce monde silencieux et y observa que la lumière ruisselait au travers des petits vitrages enchâssés de plomb, juste comme aux jours de Pieter de Hooch. Le but de son activité fut, dès lors, de rendre les subtiles gradations de cette lumière[..]. Il peint, entre autres, des intérieurs de vieux hôtels de ville[…]. Ce n'est ni le passé, ni le présent. C'est la vie moderne, vue avec le tempérament d'un de Hooch. »

Richard Muther décrit en 1904 le charme de ses tableaux : « Ou bien c'est une jeune fille au rouet ou encore un bonhomme en veste bleu clair penché sur un atlas bariolé. Ailleurs la lumière tombe de côté, au travers des rideaux d'une fenêtre, et vient jouer sur le vieux baldaquin du lit, de vieux bahuts, des cruches et des assiettes au mur. » Concluant par une phrase qui traduit sa profonde admiration : « Ces tableaux ont d'ailleurs toute la quiétude, toute l'intimité des tableaux de de Hooch. »
Avec Jan Stobbaerts, c'est un représentant majeur du réalisme à Anvers et peut-être le plus remarquable réaliste belge.